# 彗星飛行
『彗星飛行』（すいせいひこう、原題 仏: Hector Servadac ）は、1877年に刊行されたジュール・ヴェルヌの冒険小説。

## 概要
『月世界旅行』の後に刊行された作品で、科学的な考証を取り入れているヴェルヌの作品にしては、物理学的な理論や法則を完全に無視したような空想的な内容となっている。また、ユダヤ人に対するステレオタイプ的な描写もある。他にも当時の欧州の国際情勢を反映したような記述が散見される。

## あらすじ
アルジェリアの町のモスタガネムでフランス陸軍大尉セルヴァダックは、ある女性をめぐってチマシェフ伯爵と決闘をする予定だった。ところが、大晦日の夜に地震のような大きな衝撃に襲われて、彗星上で気がつき、彼ら一行の太陽系の旅行が幕を開ける。

## 登場人物
- エクトール・セルヴァダック (Capitaine Hector Servadac) - フランス陸軍大尉。太陽から遠ざかるにつれて寒冷化する彗星上での越冬のためにチマシェフ伯爵と協力する。
- ワシリ・チマシェフ (Comte Wassili Timascheff) - ロシア人の伯爵。セルヴァダックと決闘する予定だったが、帆船ドブリーナ号上で彗星との衝突で漂流していたところ、セルヴァダックと再会して協力する。
- パルミラン・ロゼット (Professeur Palmyrin Rosette) - 彗星との衝突に関する学説を発表した天文学者。
- ベン=ズーフ (Ben-Zouf) - セルヴァダックの従者。
- プロコプ (Lieutenant Procope) - チマシェフ伯爵所有の帆船ドブリーナ号の船長。
- イサク・ハカブット (Isac Hakhabut) - 金に目ざといユダヤ人。

## 日本語訳
- 『彗星飛行』久米穣（抄訳）、偕成社、1964年。児童向け
- 『エクトール・セルヴァダック』石橋正孝（完訳）、ヴェルヌ〈驚異の旅〉コレクションⅢ：インスクリプト、2023年